# José María Carrizo Villarreal
José María Carrizo Villarreal (ur. 5 sierpnia 1918 w Ocú, zm. 15 kwietnia 1998) – panamski duchowny katolicki, biskup diecezjalny Chitré 1963-1994.

## Życiorys
Święcenia kapłańskie otrzymał 20 grudnia 1942.
21 stycznia 1963 papież Jan XXIII mianował go biskupem diecezjalnym Chitré. 24 marca 1963 z rąk arcybiskupa Antonino Pinciego przyjął sakrę biskupią. 29 października 1994 ze względu na wiek złożył rezygnację z zajmowanej funkcji.
Zmarł 15 kwietnia 1998.